# Zeisenried
Zeisenried ist ein Gemeindeteil des Markts Meitingen im Landkreis Augsburg in Bayern. Der Weiler liegt auf der Gemarkung Langenreichen.
Zeisenried gehörte zur Gemeinde Langenreichen und kam bei deren Auflösung am 1. Mai 1978 zum Markt Meitingen.